# Liste der Bodendenkmäler in Memmingen
Auf dieser Seite sind die Bodendenkmäler in der schwäbischen kreisfreien Stadt Memmingen zusammengestellt. Diese Tabelle ist eine Teilliste der Liste der Bodendenkmäler in Bayern. Grundlage ist die Bayerische Denkmalliste, die auf Basis des Bayerischen Denkmalschutzgesetzes vom 1. Oktober 1973 erstmals erstellt wurde und seither durch das Bayerische Landesamt für Denkmalpflege geführt wird. Die folgenden Angaben ersetzen nicht die rechtsverbindliche Auskunft der Denkmalschutzbehörde.

## Bodendenkmäler in Memmingen
| Lage                                  | Objekt | Akten-Nr.     | Bild |
| ------------------------------------- | --- | ------------- | ---- |
| Heimertingen (Standort)               | Siedlung des Neolithikums und der römischen Kaiserzeit. | D-7-7926-0008 |      |
| Buxheim Buxheim (Schwaben) (Standort) | Siedlung des Mittelneolithikums und der Urnenfelderzeit. | D-7-7926-0013 |      |
| Steinheim Memmingen (Standort)        | Mittelalterliche und frühneuzeitliche Befunde im Bereich der Evang.-Luth. Pfarrkirche St. Martin in Steinheim.                                                                                | D-7-7926-0026 |      |
| Steinheim Memmingen (Standort)        | Siedlung der Bronzezeit. | D-7-7926-0027 |      |
| Amendingen Memmingen (Standort)       | Mittelalterliche und frühneuzeitliche Befunde im Bereich von Schloss Grünenfurt und seinen Vorgängerbauten.                                                                                   | D-7-7927-0048 |      |
| Amendingen Memmingen (Standort)       | Mittelalterliche und frühneuzeitliche Befunde im Bereich der Kath. Pfarrkirche St. Ulrich in Amendingen und ihrer Vorgängerbauten.                                                            | D-7-7927-0053 |      |
| Eisenburg Memmingen (Standort)        | Mittelalterliche und frühneuzeitliche Befunde im Bereich von Schloss Eisenburg und seinen Vorgängerbauten, darunter die mittelalterliche Burg.                                                | D-7-7927-0054 |      |
| Eisenburg Memmingen (Standort)        | Frühneuzeitliche Befunde im Bereich der Kath. Kapelle St. Johann Nepomuk in Eisenburg. | D-7-7927-0084 |      |
| Steinheim Memmingen (Standort)        | Abgegangener Gutshof der frühen Neuzeit (Oberhart). | D-7-7927-0089 |      |
| Volkratshofen Memmingen (Standort)    | Siedlung frühgeschichtlicher oder mittelalterlicher Zeitstellung. | D-7-8026-0001 |      |
| Buxheim Buxheim (Schwaben) (Standort) | Verebneter Grabhügel vorgeschichtlicher Zeitstellung. | D-7-8026-0006 |      |
| Volkratshofen Memmingen (Standort)    | Siedlung des Neolithikums. | D-7-8026-0008 |      |
| Volkratshofen Memmingen (Standort)    | Wallanlage der Urnenfelderzeit, Grabhügel der Urnenfelder- und Hallstattzeit. | D-7-8026-0009 |      |
| Volkratshofen Memmingen (Standort)    | Grabhügel vorgeschichtlicher Zeitstellung. | D-7-8026-0010 |      |
| Volkratshofen Memmingen (Standort)    | Grabhügel vorgeschichtlicher Zeitstellung. | D-7-8026-0031 |      |
| Buxach Memmingen (Standort)           | Mittelalterliche und frühneuzeitliche Befunde im Bereich der Evang.-Luth. Pfarrkirche Hl. Dreieinigkeit in Buxach und ihrer Vorgängerbauten.                                                  | D-7-8026-0039 |      |
| Volkratshofen Memmingen (Standort)    | Mittelalterliche und frühneuzeitliche Befunde im Bereich der Evang.-Luth. Pfarrkirche St. Stephan in Volkratshofen.                                                                           | D-7-8026-0041 |      |
| Buxach Memmingen (Standort)           | Wüstgefallene Siedlung des hohen Mittelalters. | D-7-8026-0042 |      |
| Buxach Memmingen (Standort)           | Grabhügel vorgeschichtlicher Zeitstellung. | D-7-8026-0050 |      |
| Amendingen Memmingen (Standort)       | Villa rustica der römischen Kaiserzeit, Körpergräber frühgeschichtlicher Zeitstellung. | D-7-8027-0001 |      |
| Memmingen (Standort)                  | Körpergräber der Latènezeit. | D-7-8027-0003 |      |
| Memmingen (Standort)                  | Mittelalterliche und frühneuzeitliche Befunde im Bereich der Evang.-Luth. Stadtpfarrkirche Unser Frauen in Memmingen und ihrer Vorgängerbauten.                                               | D-7-8027-0004 |      |
| Memmingen (Standort)                  | Körpergräber des Frühmittelalters. | D-7-8027-0005 |      |
| Memmingen (Standort)                  | Mittelalterliche und frühneuzeitliche Befunde im Bereich der Evang.-Luth. Stadtpfarrkirche St. Martin in Memmingen$ Burgus der römischen Kaiserzeit.                                          | D-7-8027-0006 |      |
| Memmingen (Standort)                  | Burgus der römischen Kaiserzeit. | D-7-8027-0007 |      |
| Memmingen (Standort)                  | Burgstall des Mittelalters und Schanze der frühen Neuzeit. | D-7-8027-0008 |      |
| Dickenreishausen Memmingen (Standort) | Abschnittsbefestigung vor- und frühgeschichtlicher Zeitstellung, Burgstall des Mittelalters.                                                                                                  | D-7-8027-0009 |      |
| Dickenreishausen Memmingen (Standort) | Siedlung des Mittelalters sowie abgegangene Kirche des hohen Mittelalters mit zugehörigem Friedhof.                                                                                           | D-7-8027-0010 |      |
| Dickenreishausen Memmingen (Standort) | Siedlung der römischen Kaiserzeit. | D-7-8027-0057 |      |
| Memmingen (Standort)                  | Mittelalterliche und frühneuzeitliche Befunde im Bereich des ehem. Kreuzherrenklosters in Memmingen und der profanierten Kirche St. Peter und Paul.                                           | D-7-8027-0061 |      |
| Memmingen (Standort)                  | Siedlung der römischen Kaiserzeit sowie mittelalterliche und frühneuzeitliche Befunde im Bereich des ehem. Antoniterklosters in Memmingen.                                                    | D-7-8027-0065 |      |
| Memmingen (Standort)                  | Mittelalterliche und frühneuzeitliche Befunde im Bereich des ehem. Augustinerinnenklosters St. Elisabeth in Memmingen.                                                                        | D-7-8027-0079 |      |
| Memmingen (Standort)                  | Mittelalterliche und frühneuzeitliche Befunde im Bereich des abgegangenen mittelalterlichen Schottenkloster mit Kirche St. Nikolaus und des neuzeitlichen städtischen Friedhofs in Memmingen. | D-7-8027-0085 |      |
| Memmingen (Standort)                  | Mittelalterliche und frühneuzeitliche Befunde im Bereich der hochmittelalterlichen Kernstadt von Memmingen.                                                                                   | D-7-8027-0096 |      |
| Memmingen (Standort)                  | Hochmittelalterliche Stadtbefestigung von Memmingen. | D-7-8027-0098 |      |
| Memmingen (Standort)                  | Mittelalterliche und frühneuzeitliche Befunde im Bereich der Memminger Kalchvorstadt. | D-7-8027-0099 |      |
| Memmingen (Standort)                  | Hoch- und spätmittelalterliche Befestigung der Memminger Kalchvorstadt. | D-7-8027-0100 |      |
| Memmingen (Standort)                  | Mittelalterliche und frühneuzeitliche Befunde im Bereich der Memminger Oberstadt. | D-7-8027-0101 |      |
| Memmingen (Standort)                  | Spätmittelalterliche Befestigung der Memminger Oberstadt. | D-7-8027-0102 |      |
| Memmingen (Standort)                  | Spätmittelalterliche und frühneuzeitliche Befunde im Bereich der Ulmer Vorstadt von Memmingen.                                                                                                | D-7-8027-0103 |      |
| Memmingen (Standort)                  | Spätmittelalterliche Befestigung der Ulmer Vorstadt von Memmingen. | D-7-8027-0104 |      |
| Memmingen (Standort)                  | Frühneuzeitliche Stadtbefestigung von Memmingen. | D-7-8027-0106 |      |
| Memmingen (Standort)                  | Mittelalterliche und frühneuzeitliche Befunde im Bereich der ehem. Ordenskirche St. Antonius, jetzt Evang.-Luth. Kinderlehrkirche St. Antonius Eremita in Memmingen.                          | D-7-8027-0107 |      |
| Memmingen (Standort)                  | Mittelalterliche und frühneuzeitliche Befunde im Bereich des ehem. Augustinerklosters und der ehem. Klosterkirche, jetzt Kath. Stadtpfarrkirche St. Johannes in Memmingen.                    | D-7-8027-0108 |      |
| Memmingen (Standort)                  | Mittelalterliche und frühneuzeitliche Befunde im Bereich der ehem. Dreikönigskapelle in Memmingen.                                                                                            | D-7-8027-0109 |      |
| Memmingen (Standort)                  | Mittelalterliche und frühneuzeitliche Befunde im Bereich des ehem. Franziskanerinnenklosters Maria Garten in Memmingen.                                                                       | D-7-8027-0110 |      |
| Dickenreishausen Memmingen (Standort) | Mittelalterliche und frühneuzeitliche Befunde im Bereich der Evang.-Luth. Pfarrkirche St. Agatha in Dickenreishausen.                                                                         | D-7-8027-0113 |      |